# Liste der Kulturdenkmäler in Mengerskirchen
Die folgende Liste enthält die in der Denkmaltopographie ausgewiesenen Kulturdenkmäler auf dem Gebiet  der Gemeinde Mengerskirchen, Landkreis Limburg-Weilburg, Hessen.
Hinweis: Die Reihenfolge der Denkmäler in dieser Liste orientiert sich zunächst an Ortsteilen und anschließend der Anschrift, alternativ ist sie auch nach der Bezeichnung, der vom Landesamt für Denkmalpflege vergebenen Nummer oder der Bauzeit sortierbar.
Kulturdenkmäler werden fortlaufend im Denkmalverzeichnis des Landes Hessen durch das Landesamt für Denkmalpflege Hessen auf Basis des Hessischen Denkmalschutzgesetzes (HDSchG) geführt. Die Schutzwürdigkeit eines Kulturdenkmals hängt nicht von der Eintragung in das Denkmalverzeichnis des Landes Hessen oder der Veröffentlichung in der Denkmaltopographie ab.

## Kulturdenkmäler nach Ortsteilen

### Dillhausen
| Bild                 | Bezeichnung                            | Lage                                               | Beschreibung                                                     | Bauzeit                | Objekt-Nr. |
| -------------------- | -------------------------------------- | -------------------------------------------------- | ---------------------------------------------------------------- | ---------------------- | ---------- |
|                      |                                        | Gartenfeldstraße 1 LageFlur: 2, Flurstück: 129     |                                                                  | 1695 bis 1705          | 51680 DDB  |
|                      |                                        | Gartenfeldstraße 2 LageFlur: 2, Flurstück: 178/1   |                                                                  | 1725 bis 1775          | 51687 DDB  |
|                      |                                        | Gartenfeldstraße 3 LageFlur: 2, Flurstück: 128     |                                                                  | Anfang 18. Jahrhundert | 51690 DDB  |
| Bild gesucht BW      | Gesamtanlage                           | Gesamtanlage Dillhausen Lage                       |                                                                  | 1625 bis 1675          | 51676 DDB  |
| Kapelle Heiligenhaus | Kapelle Heiligenhaus                   | Heiligenhäuschen Seite LageFlur: 4, Flurstück: 72  | Eine beliebte Wallfahrtsstätte inmitten des Waldes im Hansenberg | Anfang 20. Jh.         | 51718 DDB  |
| Stolleneingang       | Stolleneingang                         | Köpfelchen LageFlur: 1, Flurstück: 394             |                                                                  |                        | 51719 DDB  |
| weitere Bilder       | Katholische Pfarrkirche St. Laurentius | Laurentiusstraße 9 LageFlur: 2, Flurstück: 90      |                                                                  | Anfang 20. Jahrhundert | 51678 DDB  |
| weitere Bilder       | Alter Kirchturm                        | Marktstraße 3 LageFlur: 2, Flurstück: 134/2        |                                                                  | 1295 bis 1305          | 51692 DDB  |
|                      |                                        | Marktstraße 5 LageFlur: 2, Flurstück: 130          |                                                                  | Ende 18. Jahrhundert   | 51693 DDB  |
| Bild gesucht BW      |                                        | Marktstraße 7/9 LageFlur: 2, Flurstück: 175/2, 179 |                                                                  | 1625 bis 1675          | 51696 DDB  |
| weitere Bilder       | Backhaus                               | Marktstraße 11 LageFlur: 2, Flurstück: 173/2       |                                                                  | 1821                   | 51694 DDB  |
|                      |                                        | Marktstraße 14 LageFlur: 2, Flurstück: 154         |                                                                  | 1695 bis 1705          | 51697 DDB  |
|                      |                                        | Marktstraße 22 LageFlur: 2, Flurstück: 159         |                                                                  | 1725 bis 1775          | 51699 DDB  |
|                      |                                        | Marktstraße 26 LageFlur: 2, Flurstück: 166         |                                                                  | Anfang 19. Jahrhundert | 51698 DDB  |
|                      |                                        | Neugasse 6 LageFlur: 2, Flurstück: 191/1           |                                                                  | 1695 bis 1705          | 51716 DDB  |

### Mengerskirchen
| Bild                                   | Bezeichnung                            | Lage                                                                      | Beschreibung | Bauzeit                | Objekt-Nr. |
| -------------------------------------- | -------------------------------------- | ------------------------------------------------------------------------- | --- | ---------------------- | ---------- |
| Fachwerkhaus „Am Funkenberg“           | Fachwerkhaus „Am Funkenberg“           | Am Funkenberg 3 LageFlur: 58, Flurstück: 109                              | Fachwerkhaus im alten Ortskern | Ende 18. Jahrhundert   | 51638 DDB  |
|                                        |                                        | Am Funkenberg 4 LageFlur: 58, Flurstück: 100, 101                         | Fachwerkhaus im alten Ortskern | 1725 bis 1775          | 51639 DDB  |
| Denkmal 1914/18                        | Denkmal 1914/18                        | An der Elsoffer Straße LageFlur: 1, Flurstück: 167                        | Kriegerdenkmal auf dem Friedhof |                        | 51641 DDB  |
| Gedenkkreuz                            | Gedenkkreuz                            | Baumskreuz o. Nr. LageFlur: 7, Flurstück: 104                             | Sogenanntes Baums Kreuz; oberhalb des Ortes, Richtung Elsoff |                        | 51667 DDB  |
| 2. Kapelle am Dillhäuser Weg           | Waldkapelle                            | Dillhäuser Weg (zur Maienburg) LageFlur: 3, Flurstück: 117/1              | | 1795 bis 1805          | 51663 DDB  |
| Wegekreuz                              | Wegekreuz                              | Grauberg (Landstraße nach Elsoff) LageFlur: 7, Flurstück: 3               | Wandererkreuz an der Straße nach Elsoff | 1809                   | 51668 DDB  |
| Bild gesucht BW                        | Gesamtanlage                           | Gesamtanlage Mengerskirchen Lage                                          | |                        | 51635 DDB  |
| Ehem. Stadtmauer                       | Ehem. Stadtmauer                       | Hauptstraße o. Nr. LageFlur: 58, Flurstück: 233/3                         | Die Zehntscheune wurde 1973 im Zuge des Ausbaues der Landesstraße abgerissen. Die südliche Stadtmauer, die gleichzeitig Teil der Zehntscheune war, ist erhalten geblieben und wurde im Rahmen der „Stadterneuerung“ restauriert.                                                                |                        | 51636 DDB  |
| Bildstock                              | Bildstock                              | Hauptstraße (bei Nr. 29) LageFlur: 4, Flurstück: 48/2                     | sog. Josefskapelle | Ende 19. Jahrhundert   | 51643 DDB  |
|                                        |                                        | Hauptstraße 75 LageFlur: 58, Flurstück: 230/2                             | | 1725 bis 1775          | 51645 DDB  |
|                                        |                                        | Hauptstraße 80/82 LageFlur: 58, Flurstück: 122/2, 123/1                   | Doppelhaus (sog. Spiegelhaus) um 1800 errichtet. Fachwerk wurde verkleidet. | 1795 bis 1805          | 51646 DDB  |
|                                        |                                        | Hauptstraße 85 LageFlur: 58, Flurstück: 173/1                             | Linker Teil eines Doppelhauses mit Schaufassade zur Firstseite. Fachwerk zur Straßenseite wurde verputzt. |                        | 51649 DDB  |
|                                        |                                        | Hauptstraße 90 LageFlur: 58, Flurstück: 89/3                              | Sog. Handwerker- oder Tagelöhnerwohnhäuschen, vermuteter Sichtfachwerkbau um 1700. | 1695 bis 1705          | 51648 DDB  |
| Museumsscheune                         | Museumsscheune                         | Hauptstraße 96a LageFlur: 58, Flurstück: 84/3                             | Das Gebäude wurde vor ca. 15 Jahren vom Verein „Turmmuseum Schloss Mengerskirchen e. V.“ restauriert. Jährlich finden dort Ausstellungen und Veranstaltungen statt. Weitere Informationen gibt es auf der Internetseite des Vereins.                                                            | 1795 bis 1805          | 51642 DDB  |
| Kreuz nahe der ehem. Heiligkreuzkirche | Kreuz nahe der ehem. Heiligkreuzkirche | Hohlstein (alte Landstraße nach Arborn) LageFlur: 11, Flurstück: 1/1      | Das gusseiserne Kreuz stammt wahrscheinlich aus der im Jahr 1847 abgebrochenen Kirche aus Mengerskirchen. In unmittelbarer Nähe befand sich die sog. Heiligkreuzkirche, die erstmals 1481 erwähnt wurde. Ausführliche Informationen gibt es auf der Internetseite http://Projekt-Kreuzkirche.de |                        | 51670 DDB  |
|                                        |                                        | Kirchplatz 4, 6, 8 LageFlur: 58, Flurstück: 60/2, 61, 62/1                | | 1795 bis 1805          | 51647 DDB  |
| Fachwerkhaus im alten Ortskern         | Alte Nagelschmiede                     | Kirchplatz 17 LageFlur: 58, Flurstück: 113                                | Fachwerkhaus im alten Ortskern | 1725 bis 1775          | 51653 DDB  |
|                                        |                                        | Kirchplatz 19 LageFlur: 58, Flurstück: 114                                | Zweistöckiges Wohnhäuschen. Der abseitige Stall wurde im Rahmen der Renovierung abgerissen. Der Keller zur Garage umgebaut. | 1745 bis 1755          | 51654 DDB  |
| Kapelle am Dillhäuser Weg              | Herz-Jesu-Kapelle                      | Oll (Weg nach Winkels) LageFlur: 13, Flurstück: 69                        | | 1895 bis 1905          | 51666 DDB  |
|                                        |                                        | Ringstraße 5 LageFlur: 58, Flurstück: 205                                 | kleines Fachwerkhaus am Rand der ehem. Stadtmauer |                        | 51656 DDB  |
|                                        |                                        | Ringstraße 8 LageFlur: 58, Flurstück: 166, 167                            | Wohnhaus aus dem 18. Jh. mit biedermeierlichem Stuckdekor | 1725 bis 1775          | 51657 DDB  |
| Fachwerkhaus im Schlosshof             | Fachwerkhaus im Schlosshof             | Schloßstraße 1 LageFlur: 58, Flurstück: 54/3                              | Das Fachwerk aus dem 18. oder 19. Jahrhundert wurde nach der Sanierung verschiefert |                        | 51660 DDB  |
| weitere Bilder                         | Schloss Mengerskirchen                 | Schloßstraße 3, Schloßstraße LageFlur: 58, Flurstück: 284/4, 53/7         | | Anfang 14. Jahrhundert | 51637 DDB  |
| Seeweiher 3 und 6, Seemühle 1          | Seeweiher 3 und 6, Seemühle 1          | Landstraße nach Waldernbach (L 3046) LageFlur: 15, Flurstück: 142/3       | Die Seemühle liegt am Rande eines alten Steinbruchs gegenüber dem Seeweiher | 1787                   | 51672 DDB  |
| weitere Bilder                         | Kapellenruine und Bildstock            | Seewies (Landstraße nach Waldernbach (L 3046)) LageFlur: 5, Flurstück: 67 | |                        | 51671 DDB  |
| Jüdischer Friedhof                     | Jüdischer Friedhof                     | Weihergärten LageFlur: 1, Flurstück: 117                                  | Der kleine Friedhof enthält noch circa zehn rundbogige Grabsteine. |                        | 51661 DDB  |

### Probbach
| Bild                                       | Bezeichnung                   | Lage                                                                | Beschreibung | Bauzeit                | Objekt-Nr. |
| ------------------------------------------ | ----------------------------- | ------------------------------------------------------------------- | --- | ---------------------- | ---------- |
| Kirchenfundament                           | Kirchenfundament              | Alte Kirche o. Nr. LageFlur: 1, Flurstück: 52                       | | 1698                   | 51721 DDB  |
|                                            |                               | An der alten Kirche 1 LageFlur: 1, Flurstück: 50                    | | 1725 bis 1775          | 51723 DDB  |
|                                            |                               | An der alten Kirche 3 LageFlur: 1, Flurstück: 49                    | | 1725 bis 1775          | 51737 DDB  |
|                                            |                               | Bergstraße 3 LageFlur: 1, Flurstück: 80                             | | 1695 bis 1705          | 51738 DDB  |
|                                            |                               | Bergstraße 8/10 LageFlur: 1, Flurstück: 26, 27                      | | 1625 bis 1675          | 51740      |
| Kath. Pfarrkirche St. Michael              | Kath. Pfarrkirche St. Michael | Dillhäuser Straße 10 LageFlur: 1, Flurstück: 280                    | | 1868 bis 1878          | 51720 DDB  |
| Brunnen-Anlage                             | Brunnen-Anlage                | Sauerborn o. Nr. LageFlur: 3, Flurstück: 50                         | Erste Erwähnung des Sauerbrunnens im Faulbachtal datiert aus dem Jahre 1459. Die Quelle ist ein eisenhaltiger Calcium-Magnesium-Hydrogencarbonat-Säuerling. |                        | 51744 DDB  |
| weitere Bilder                             | Alte Schule                   | Schulgasse 1 LageFlur: 1, Flurstück: 6                              | Abschluss der nahezu 5-jährigen Sanierungsarbeiten 2005, Vorgesehen war der Bau als Wohnsitz des Geistlichen vor Ort, dem Vikar (daher Vikariehaus).        | 1698                   | 51743 DDB  |
|                                            |                               | Schulgasse 2 LageFlur: 1, Flurstück: 19                             | | 1725 bis 1775          | 51745 DDB  |
|                                            |                               | Schulgasse 4 LageFlur: 1, Flurstück: 15                             | | Anfang 19. Jahrhundert | 51746 DDB  |
|                                            |                               | Stegstraße 15 LageFlur: 1, Flurstück: 88                            | | 1795 bis 1805          | 51748 DDB  |
| Bau aus dem 18. Jahrh., z. Zt. verwahrlost |                               | Stegstraße 23, 25, Stegstraße LageFlur: 1, Flurstück: 114, 115, 117 | | 1725 bis 1775          | 51750 DDB  |

### Waldernbach
| Bild                                               | Bezeichnung                                | Lage                                                  | Beschreibung                 | Bauzeit                | Objekt-Nr. |
| -------------------------------------------------- | ------------------------------------------ | ----------------------------------------------------- | ---------------------------- | ---------------------- | ---------- |
| Kath. Pfarrkirche St. Katharina                    | Kath. Pfarrkirche St. Katharina            | Kirchstraße 3 LageFlur: 26, Flurstück: 66             |                              | 1878                   | 51752 DDB  |
|                                                    |                                            | Kirchstraße 4 LageFlur: 26, Flurstück: 71             | Abgebrochen ohne Genehmigung | 1875 bis 1925          | 51755 DDB  |
| Giebelbau aus dem 18. Jahrh., komplett restauriert |                                            | Klingelbachstraße 16 LageFlur: 25, Flurstück: 33/2    |                              | 1725 bis 1775          | 51759 DDB  |
| verschiefertes Wohnhaus, urspr. 18. Jahrh.         |                                            | Kornbrunnenstraße 1 LageFlur: 26, Flurstück: 74       |                              | 1725 bis 1775          | 51760 DDB  |
| Kriegergedächtniskapelle und Gemeindekreuz         | Kriegergedächtniskapelle und Gemeindekreuz | Westerwaldstraße o. Nr. LageFlur: 36, Flurstück: 49/1 |                              | 1921                   | 51766 DDB  |
| weitere Bilder                                     | Wohnhaus                                   | Westerwaldstraße 16 LageFlur: 27, Flurstück: 33/5     |                              | Anfang 18. Jahrhundert | 51757 DDB  |
| weitere Bilder                                     | Einhaus                                    | Westerwaldstraße 25 LageFlur: 27, Flurstück: 27/1     |                              | 1681                   | 51762 DDB  |
| weitere Bilder                                     | Einhaus                                    | Westerwaldstraße 39 LageFlur: 25, Flurstück: 9/2      |                              | Anfang 18. Jahrhundert | 51764 DDB  |

### Winkels
| Bild                     | Bezeichnung                     | Lage                                                                            | Beschreibung | Bauzeit       | Objekt-Nr. |
| ------------------------ | ------------------------------- | ------------------------------------------------------------------------------- | --- | ------------- | ---------- |
| Vor der Tongrube         | Wegekreuz                       | Beim Kreuz (Landstraße nach Mengerskirchen (L 3281)) LageFlur: 3, Flurstück: 44 | | 1795 bis 1805 | 51777 DDB  |
| Bild gesucht BW          | Gesamtanlage                    | Gesamtanlage Winkels Lage                                                       | |               | 51771 DDB  |
| weitere Bilder           | Burgruine Eigenberg             | Maienburg, Mainbergerhain, Barbacker LageFlur: 4, 14, Flurstück: 122, 51, 52    | |               | 51776 DDB  |
| weitere Bilder           | Kath. Pfarrkirche Mariae Geburt | Marienstraße 1 LageFlur: 2, Flurstück: 72                                       | | 1880          | 51774 DDB  |
|                          |                                 | Nord-West-Straße 2 LageFlur: 1, Flurstück: 284                                  | Wohnhäuschen errichtet um 1800 an der Hauptkreuzung zwischen dem Ober- und Unterdorf.                                                                           | 1795 bis 1805 | 51773 DDB  |
| Fachwerkhaus im Oberdorf | Fachwerkhaus im Oberdorf        | Oberdorf 6, 8 LageFlur: 2, Flurstück: 57, 58/1                                  | Besonders schönes Fachwerkhaus, im Stil einmalig in der Westerwälder Gegend. Die Gefache sind mit Hessischem Kratzputz ausgelegt, der Ranken und Figuren zeigt. |               | 51775 DDB  |